# Luc Merenda
Luc Merenda, né le 3 septembre 1943 à Nogent-le-Roi (Eure-et-Loir), est un acteur français. Principalement actif dans les années 1970, il a travaillé pendant plusieurs années dans le cinéma italien, particulièrement dans le genre poliziottesco dont il est l'une des vedettes.
Revenu en France dans les années 1980, il est l'un des acteurs principaux de la série Châteauvallon. Il arrête sa carrière d'acteur dans la décennie suivante pour devenir antiquaire.

## Biographie
Luc Merenda est né à Nogent-le-Roi, une petite ville d'Eure-et-Loir.
D'origine italienne du côté de son grand-père paternel, il passe son enfance à Agadir, au Maroc, en raison du travail de ses parents. Après treize ans, il rentre à Paris, suit des cours au lycée et se passionne pour le parachutisme, la moto et les sports de combat, notamment la savate, devenant un expert de la discipline. À 24 ans, Merenda s'installe à New York pour obtenir une maîtrise à l'université Columbia.
Après avoir trouvé un emploi de serveur, il se laisse convaincre par un mannequin de se lancer dans le mannequinat. Après avoir envoyé des photos à une agence, il obtient un contrat pour faire de la publicité pour divers produits américains. Sa notoriété en tant que mannequin atteignant  également sa France natale, il décide de retourner dans son pays en 1970.

### Années 1970: l'ère du poliziottesco

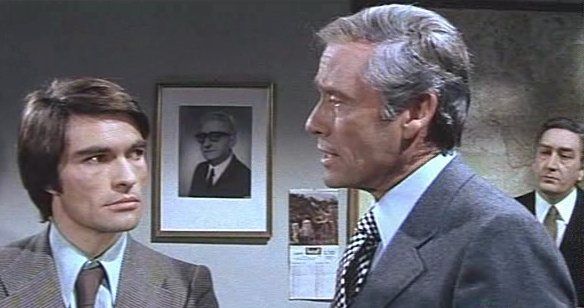
Luc Merenda, Mel Ferrer et Arturo Dominici dans L'Accusé (1975).

Il tient son premier grand rôle au cinéma dans le film d'espionnage OSS 117 prend des vacances (1970). Alors qu'il est vacances à Rome en 1971, il en profite pour passer des auditions. Après avoir posé pour plusieurs romans-photos et tourné quelques films comme La ragazza fuoristrada de Luigi Scattini et Torso de Sergio Martino, Merenda se fait connaître du public en 1973 avec le film Rue de la violence, également réalisé par Martino. Le succès du film l'a rendu populaire en Italie et, avec Maurizio Merli, il est devenu une icône du poliziottesco des années 1970,.
Parmi ses autres films, citons Le Parfum du diable (1974), L'Accusé (1975), l'un des premiers films à aborder le thème des assassinats au sein des services secrets italiens. Ces poliziotteschi qui mettent Merenda en vedette sortent dans l'une des périodes les plus sombres de l'histoire italienne, perturbée par les années de plomb et la stratégie de la tension.
Merenda joue également le rôle d'un flic corrompu comme dans le film Salut les pourris de Fernando Di Leo, un réalisateur très influencé par Jean-Pierre Melville,. Le film a eu de sérieux problèmes de distribution car il met en lumière certains aspects négatifs des forces de l'ordre italiennes. Suivent L'exécuteur vous salue bien (1977), avec Tomás Milián, et d'autres rôles dans Calibre magnum pour l'inspecteur (1977), Un flic de charme (1978) et Cible pour un tueur (1979), qui concluent la carrière de Merenda dans le genre poliziottesco.

### Années 1980: diversification au cinéma

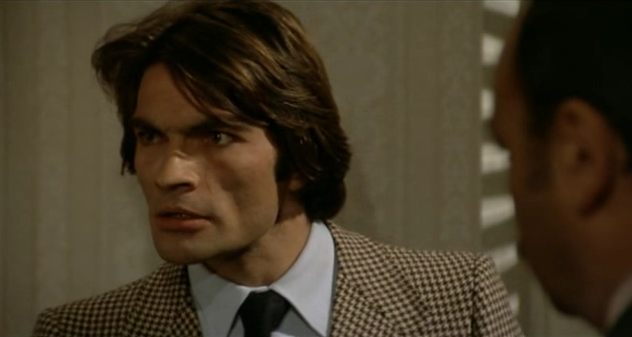
Luc Merenda dans Salut les pourris (1974).

Avec l'arrivée des années 1980, le genre poliziottesco en est à son crépuscule et Merenda s'adapte à d'autres genres, passant à la comédie avec Il ficcanaso (1980) et au mélodrame avec Pover'ammore (1982). Dans la seconde moitié des années 1980, les apparitions de Merenda deviennent de plus en plus sporadiques, avec des seconds rôles dans des films comiques tels que Superfantozzi (1986) et Missione eroica - I pompieri 2 (it) (1987). En France, on le remarque surtout dans le feuilleton Châteauvallon (1985). Il a joué dans 'o Re (1989), un film qui se déroule dans l'Italie de l'après-Risorgimento dans lequel il incarne le général espagnol José Borges.
Après avoir joué dans le feuilleton Edera (it) (1992), Merenda quitte le monde du spectacle pour se consacrer aux antiquités. En 2007, il fait une brève apparition clin-d'œil dans le film d'horreur américain Hostel, chapitre II, aux côtés d'une autre icône du cinéma italien des années 1970, Edwige Fenech, et du réalisateur Ruggero Deodato.

### Depuis les années 1990: le métier d'antiquaire
En 1979, Merenda épouse la journaliste Germana Monteverdi (it), dont il divorcera dix ans plus tard. Au début des années 1990, il revient en France et se reconvertit, avec sa nouvelle épouse Annie Minet, dans la profession d'antiquaire. Spécialisé dans l'art asiatique, il tient un magasin au Marché Biron à Saint-Ouen-sur-Seine et une galerie à Thoiry.
En 2018, il a reçu le prix Quiliano du cinéma en tant qu'acteur « culte » pour des générations entières. En 2019, il a été invité à participer à l'émission de télévision Sottovoce (it) animée par Gigi Marzullo (it).

## Filmographie

### Cinéma
- 1970 : Le Palais des anges (O Palácio dos Anjos) de Walter Hugo Khouri
- 1970 : OSS 117 prend des vacances de Pierre Kalfon
- 1971 : Les Assassins de l'ordre de Marcel Carné (non crédité au générique)
- 1971 : Le Mans de Lee H. Katzin
- 1971 : Soleil rouge de Terence Young
- 1972 : Trinita tire et dit amen (Così sia) d'Alfio Caltabiano
- 1972 : Mourir d'amour (D'amore si muore) de Carlo Carunchio
- 1973 : Torso (I corpi presentano tracce di violenza carnale) de Sergio Martino
- 1973 : Les Religieuses du Saint-Archange (Le monache di Sant'Arcangelo) de Domenico Paolella
- 1973 : Rue de la violence (Milano trema: la polizia vuole giustizia) de Sergio Martino
- 1973 : On nous appelle les enfants de Trinita (Oremus, Alleluia e Così Sia) d'Alfio Caltabiano
- 1973 : La ragazza fuoristrada de Luigi Scattini
- 1974 : L'Homme sans mémoire (L'uomo senza memoria)  de Duccio Tessari
- 1974 : Salut les pourris (Il poliziotto è marcio) de Fernando Di Leo
- 1975 : Le Parfum du diable (La città gioca d'azzardo) de Sergio Martino
- 1975 : L'Accusé (La polizia accusa : il servizio segreto uccide) de Sergio Martino
- 1975 : Colère noire (La città sconvolta: caccia spietata ai rapitori) de Fernando Di Leo
- 1976 : Gli amici di Nick Hezard de Fernando Di Leo
- 1976 : Qui chauffe le lit de ma femme ? (Cattivi pensieri) d'Ugo Tognazzi
- 1977 : Calibre magnum pour l'inspecteur (Napoli si ribella) de Michele Massimo Tarantini
- 1977 : Il conto è chiuso (it) de Stelvio Massi
- 1977 : L'exécuteur vous salue bien (La banda del trucido) de Stelvio Massi
- 1977 : Pensione paura de Francesco Barilli
- 1977 : Italia: ultimo atto? de Massimo Pirri
- 1978 : Un flic de charme (Il commissario Verrazzano) de Francesco Prosperi
- 1978 : Cible pour un tueur (Bersaglio altezza uomo) de Guido Zurli
- 1979 : Durs à mourir (Duri a morire) de Joe D'Amato
- 1980 : L'Amour en première classe (Amore in prima classe) de Salvatore Samperi
- 1980 : Action de Tinto Brass
- 1981 : Il ficcanaso de Bruno Corbucci
- 1981 : Fleur de vice (Miele di donna) de Gianfranco Angelucci
- 1981 : Les Casques de cuir (it) (Teste di quoio) de Giorgio Capitani
- 1982 : Pover'ammore de Fernando Di Leo et Vincenzo Salviani
- 1984 : Occhio nero occhio biondo occhio felino... (it) d'Emma Muzzi Loffredo
- 1986 : Superfantozzi de Neri Parenti
- 1987 : Missione eroica - I pompieri 2 (it) de Giorgio Capitani
- 1989 : 'o Re de Luigi Magni
- 2007 : Hostel, chapitre II (Hostel: Part II) d'Eli Roth

### Télévision
- 1984 : Disparitions (série télévisée)
- 1985 : Châteauvallon (série télévisée) de Serge Friedman, Paul Planchon et Emmanuel Fonlladosa : André Travers
- 1992 : Edera (it) (série télévisée)